# Trachythyone
Trachythyone is een geslacht van zeekomkommers uit de familie Cucumariidae.

## Soorten
- Trachythyone candida O'Loughlin & O'Hara, 1992
- Trachythyone crassipeda Cherbonnier, 1961
- Trachythyone flaccida Thandar, 2013
- Trachythyone glaberrima (Semper, 1869)
- Trachythyone glebosa O'Loughlin & O'Hara, 1992
- Trachythyone lechleri (Lampert, 1885)
- Trachythyone macphersonae Pawson, 1962
- Trachythyone maxima Massin, 1992
- Trachythyone muricata Studer, 1876
- Trachythyone nina (Deichmann, 1930)
- Trachythyone peruana (Semper, 1868)